# Emil Magnusson
Emil Magnusson (Suecia, 23 de noviembre de 1887-26 de julio de 1933) fue un atleta sueco, especialista en la prueba de lanzamiento de disco con dos manos en la que llegó a ser medallista de bronce olímpico en 1912.

## Carrera deportiva
En los JJ. OO. de Estocolmo 1912 ganó la medalla de bronce en el lanzamiento de disco con dos manos, llegando hasta los 77.37 metros, siendo superado por los finlandeses Armas Taipale (oro con 82.86 metros) y Elmer Niklander (plata).